# Joop Hueting
Johan Engelbert "Joop" Hueting (25 septembre 1927 - 11 novembre 2018) est un psychologue néerlandais, soldat et lanceur d'alerte à propos des crimes de guerre commis par l'armée néerlandaise lors de la révolution nationale indonésienne.

## Biographie
Hueting nait à La Haye le 25 septembre 1927. En 1946, il est envoyé comme soldat en Indonésie pour prendre part aux actions militaires néerlandaises contre l'Indonésie lors de sa guerre d'independance. Il revient aux Pays-Bas en 1950 .
Après avoir écrit de nombreuses lettres aux journaux sans jamais être publié, le 17 janvier 1969, Hueting accorde une interview à la chaîne publique néerlandaise VARA au cours de laquelle il évoque les crimes de guerre commis par son unité et par lui-même en Indonésie. L'interview était initialement prévue pour le 19 décembre 1968, mais elle a été déplacée afin de ne pas interférer avec la période de Noël. Cette interview est la première à attirer l'attention du public néerlandais sur ces crimes. Elle reçoit une large attention, à la fois positive et négative. Hueting et sa famille doivent quitter leur domicile pendant un certain temps en raison de menaces pesant sur leur vie. De nombreux vétérans de l’armée néerlandaise sont particulièrement en colère contre Hueting.
Le gouvernement néerlandais mène une brève enquête en réponse à ces révélations, qui aboutit à l'Excessennota et absout la plupart des soldats néerlandais de toute responsabilité.
Hueting meurt le 11 novembre 2018 à Amsterdam. Il avait rassemblé un large éventail de documents liés à l’Indonésie. En 2020, ces documents restent entre des mains privées, les archives néerlandaises n'étant pas intéressées par leur acquisition.